# Billur, Bagepalli
Billur là một làng thuộc tehsil Bagepalli, huyện Kolar, bang Karnataka, Ấn Độ.